# 유령 들린 집
《유령 들린 집》(The Haunted House) 은 1921년 개봉한 버스터 키튼이 출연한 단편 영화다.

## 줄거리
버스터는 은행 직원이다. 강도들은 은행을 털 준비를 하고 경찰이 쫓아오면 유령이 있는 집처럼 꾸며 경찰을 쫓아내려고 한다. 그러나 풀로 인해 오히려 버스터가 강도로 몰리고 버스터는 유령 들린 집으로 간다. 경찰은 집에 들어가려고 하지 않고 여러 소동이 벌어지는 끝에 그는 강도들을 잡으나 강도가 휘둘러서 천국과 지옥을 오간 다음 깨어난다.

## 캐스팅
- 버스터 키튼 - 버스터 (은행 직원)
- 버지니아 폭스 - 은행장의 딸
- 에드워드 F. 클라인 - 은행 손님

## 같이 보기
- 버스터 키튼의 영화 목록